# Zonora argentalis
Zonora argentalis är en fjärilsart som beskrevs av George Francis Hampson 1900. Zonora argentalis ingår i släktet Zonora och familjen mott. Inga underarter finns listade i Catalogue of Life.